# مجرة حلزونية صوفية

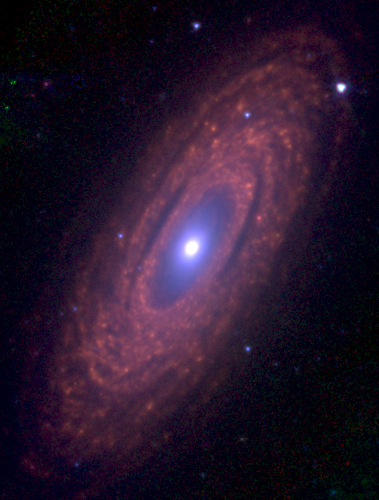
إن جي سي 2841 حلزونية صوفية

مجرة حلزونية صوفية أو صوفانية أو مجرة حلزونية رقيقة هو نوع من مجرة حلزونية . وخلافا للبنية الحلزونية الواضحة المعالم لمجرة كبيرة ذات تصميم حلزوني، فإن المجرات الحلزونية الصوفية مجرات غير مكتملة، وأذرعها الحلزونية غير متصلة.

ما يقرب من 30٪ من المجرات الحلزونية هي صوفانية، و 10٪ ذات تصميم كبير، ويشار إلى بقية باسم «متعددة الإذرع»
و احيانا تصنف المجرات متعددة الإذرع في الفئة الصوفية’ النموذج الأولي لمجرة حلزونية صوفية هو مجرة إن جي سي 2841.

## أمثلة
| المجرة                        | التصنيف                     | صورة | الكوكبة     | ملاحظات |
| ----------------------------- | --------------------------- | ---- | ----------- | ------- |
| إن جي سي 4414                 | مجرة حلزونية غير ضلعية(rs)c |      | الهلبة      | [ 5 ]   |
| إن جي سي 2841                 | مجرة حلزونية غير ضلعية(r)b  |      | الدب الأكبر | [ 4 ]   |
| إن جي سي 3521                 | مجرة حلزونية متوسطة(rs)bc   |      | الأسد       | [ 4 ]   |
| إن جي سي 7793                 | مجرة حلزونية غير ضلعية(s)d  |      | معمل النحات | [ 4 ]   |
| مجرة دولاب الهواء (مسييه 101) | مجرة حلزونية متوسطة(rs)cd   |      | الدب الأكبر | [ 6 ]   |